# Шкотски теријер
Шкотски теријер је раса паса која се узгаја у Шкотској.
Пас се користи за лов на лисице, јазавца и многе друге животиње које се укопавају. У Шкотској постоји много раса теријера, али ова је добила име шкотски захваљујући капетану Г. Мураиу и С. Е. Схирлеиу, који су радили на побољшању расе. Усмерени развој тече од почетка 19. века. Стандард је усвојен у Великој Британији 1883. године. Раса је распрострањена скоро широм света.

## Опис
Шкотски теријер је низак пас за рад у рупи; упркос кратким ногама, они су активни и окретни.
Глава је дуга, али пропорционална. Лобања и њушка су исте дужине. Лобања је равна и широка, прелаз од чела до њушке је изражен. Нос је округао, црн. Зуби су дуги и имају маказаст загриз. Очи су бадемасте, смеђе, широко постављене и дубоко. Уши су танке, зашиљене, постављене високо, не баш близу једна другој.
Врат је импресиван и мишићав, горња линија је равна, леђа су прилично кратка и снажна. Груди су широке, ребра су заобљена и положена уназад. 
Реп је средње дужине, сужава се према крају, постављен је окомито и може бити благо закривљен.
Рамена су дуга и нагнута, ноге су равне. Бутине су дубоке, метатарзалне кости кратке и јаке. Задње ноге су нешто мање од предњих ногу. Покрети шкотског теријера су глатки и слободни.
Длака је дуга и припијена, двострука: поддлака је густа и мека, спољна длака тврда и густа, слична жици. Длака добро штити пса од лошег времена. Боја црна, пшенична или тиграста.
Висина је 25-28 цм, а тежина 8,5-10,5 кг.

## Карактер
Шкотски теријер је сладак, живахан, издржљив пас са одлучним и упорним карактером. Многи људи верују да су шкотски теријери веома поносни и тврдоглави пси са својим унутрашњим светом и потребама. Међутим, овим теријерима је заиста потребна љубав својих власника.
Шкотске теријере често називају "великим псом у малом пакету" јер, упркос малом расту, имају веома моћне зубе и вратове. Одлично тренирају, не лају без разлога, иако могу да се заузму за себе. Имају огромну резерву снаге и енергије и добро се прилагођавају животу у граду и на селу. Вуна добро штити у свим временским условима. Потребна је редовна вежба и дуге шетње.

## Здравље
Теријери су предиспонирани на многе врсте рака (нарочито рак крви, рак желуца и неке друге). Истраживања су показала да се рак најчешће јавља код женки старијих од 11 година. У просеку, теријери живе до 13 година.